# Фрэнсис, Джордж
Джордж Фрэнсис (англ. George Francis; 6 июня 1896 года — 27 декабря 2008 года) — американский долгожитель. С 8 февраля 2007 года до своей смерти являлся старейшим живущим мужчиной США. На момент смерти его возраст составлял 112 лет и 204 дня.

## Биография
Джордж Фрэнсис родился 6 июня 1896 год в Новом Орлеане, Луизиана, США. Когда ему было 3 года, умер его отец.
Фрэнсис бросил школу после шестого класса, в юности стал боксером-любителем, а позже работал шофером, автомехаником и парикмахером. В 1949 году переехал в Сакраменто, Калифорния, США.
У него было четверо детей (сын и три дочери) от его единственной жены, Джозефин Джонсон Фрэнсис, скончавшейся от рака в 1964 году в возрасте 63 лет.
Как сообщалось, до 75 лет Джордж курил, а на девятом десятке жизни мог сесть на шпагат.
6 июня 2006 отпраздновал 110-летие. На вечеринке, посвященной его юбилею присутствовало джазовое трио и местный певец Sacramento Bee/Autumn Cruz. Помимо этого там было около 300 его ближайших родственников. Как сообщалось, он на мероприятии читал наизусть скарбезные стихи и смеялся, но из-за проблемы со слухом не понял, что джазовое трио и местный певец слегка не поняли его юмор конца XIX - начала XX века, но его многочисленным родственникам на это было глубоко наплевать, т.к. они его юмор знали и понимали, и от души поржали вместе с ним.
7 февраля 2007 года, после смерти Антонио Пьерро, Джордж Фрэнсис стал старейшим живущим мужчиной США.
Семья называла его человеком трёх столетий и связывала его долголетие с его умственной и физической стойкостью.
По словам его семьи, даже в свои последние дни Фрэнсис никогда не терял свою страсть к политике. Он проголосовал за Франклина Рузвельта в 1930-х годах и за Барака Обаму в 2008 году. В интервью, данном после победы Барака Обамы, Фрэнсис, который использовал инвалидное кресло, сказал, что ему хотелось прыгать от радости. 
27 декабря 2008 года Джордж Фрэнсис умер в доме престарелых в Сакраменто от застойной сердечной недостаточности. На момент смерти у него было 18 внуков, 33 правнука и 16 праправнуков. 
Джордж Фрэнсис совместно с Генри Эллингемом (родились в один день) на момент смерти Джорджа занимали второе место среди старейших живущих мужчин мира (после Томодзи Танабэ).

## См.также
- Долгожитель
- Список старейших людей в мире
- Список старейших мужчин